# Andréi Amalrik
Andréi Alexéyevich Amalrik (en ruso: Андрей Алексеевич Амальрик. Moscú, 12 de mayo de 1938-Guadalajara, Guadalajara; 12 de noviembre de 1980), a veces transliterado como Andrey Amalrik, fue un escritor, periodista, historiador y activista disidente soviético. Se destacó por su ensayo publicado en 1970 ¿Sobrevivirá la Unión Soviética hasta 1984?. Fue uno de los fundadores del autodenominado Movimiento Democrático Soviético.

## Primeros años
Amalrik nació en el Moscú de 1938, en pleno período de la Gran Purga estalinista. Unas dos décadas antes, después de haber estallado la revolución de octubre de 1917, el por entonces joven padre de Andréi, había decidido enrollarse en el recién conformado Ejército Rojo. Durante la Gran Guerra Patria (Frente Oriental de la Segunda Guerra Mundial), éste combatiría como miembro de la Armada Soviética, más precisamente dentro de la denominada Flota del Norte.
En un momento de descuido fue escuchado hablando mal de las cualidades de Iósif Stalin como líder militar, hecho que derivó en su arresto y encarcelamiento; durante un tiempo temió por su propia vida, pero luego fue liberado y se le permitió reingresar a las Fuerzas Armadas. En 1944 resultó herido durante la batalla de Stalingrado, por lo que fue dado de baja. Las penurias y los sufrimientos experimentados por su padre influirían en la decisión de Andréi de convertirse en historiador. No obstante, luego de la guerra y de haber logrado un relativo ascenso social a través de la educación, al padre de Andréi aún lo perseguía su supuesto pasado político “comprometido”, por lo que se le impidió ingresar a estudiar al Instituto de Historia de la entonces Academia de Ciencias de la Unión Soviética. Posteriormente incursionaría en la industria del cine.
Pero como historiador John Keep escribiría posteriormente “Andréi ha ido aún más lejos, al no sólo haber escrito sobre la historia, sino al haberse asegurado un lugar en ella.”
El padre de Andréi desarrollaría una afección cardíaca crónica, que haría que requiriese constantes cuidados. Estos serían inicialmente provistos por su esposa, pero a la muerte de ésta en 1959 sería su hijo Andréi quien se encargaría de ello; no obstante, el arresto de este último le impediría continuar haciéndolo. Finalmente moriría mientras Andréi se encontraba en prisión.
En la escuela secundaria, Andréi era bastante inquieto y a veces no acudía a clase (solía “hacer novillos” o “hacerse la rata”). Tanto era así que fue expulsado cuando solo le faltaba un año para graduarse de ella. A pesar de ese pasado reciente, en 1959 logró ser admitido en el Departamento de Historia de la Universidad Estatal de Moscú. En 1963 Amalrik disgustó a sus profesores con una disertación en la que sugería que habían sido los guerreros escandinavos y los comerciantes griegos, más que los eslavos, quienes habían desempeñado un rol central en la creación y el desarrollo de la Rus de Kiev (embrión del Estado ruso), en el siglo IX de la era cristiana. El entonces alumno rehusó modificar su punto de vista, por lo que terminó siendo expulsado de la Universidad.

## Primera sentencia de prisión
Sin un título universitario habilitante, Amalrik se tuvo que conformar con realizar trabajos mal pagados y escribió cinco obras de teatro inéditas, pero pronto atrajo las miradas y la atención de los servicios de seguridad, luego de que intentase contactar a un académico danés a través de la embajada de Dinamarca en Moscú. Esas obras y su interés en el arte moderno no figurativo (en desmedro del realismo socialista soviético) le costaron su primer arresto en mayo de 1965. Aunque se lo había acusado inicialmente de difusión de pornografía, el cargo no prosperó porque los testigos citados por la fiscalía no brindaron el testimonio correcto. No obstante, las autoridades acusaron a Amalrik por “parasitismo” y fue sentenciado por un tribunal administrativo al destierro (interno) en Siberia occidental por un plazo de dos años y medio. (De hecho, al igual que en los casos de otros notables disidentes, Amalrik se había convertido en un “parásito” en gran parte porque se había convertido en un indeseable disidente ante los ojos del entonces omnipresente Estado soviético, virtualmente el único empleador dentro de la URSS).
Fue liberado por un corto período, para ser nuevamente arrestado y enviado al “exilio interno” en una granja cerca de la ciudad siberiana de Tomsk. Durante un breve viaje a Moscú para asistir al sepelio de su padre, Amalrik persuadió a una artista expresionista de origen tártaro, de nombre Gyuzel Makudínova, a que se casase con él y que compartiese su exilio. Este fue el exilio que él posteriormente describiría en su escrito “Viaje involuntario a Siberia”. Gracias a los esfuerzos realizados por su abogado, la sentencia fue revocada en 1966 y Amalrik pudo regresar a Moscú, mudándose con su esposa Gyuzel a un atestado apartamento comunal que incluía un baño, una cocina y un teléfono.

## Protestas en el juicio

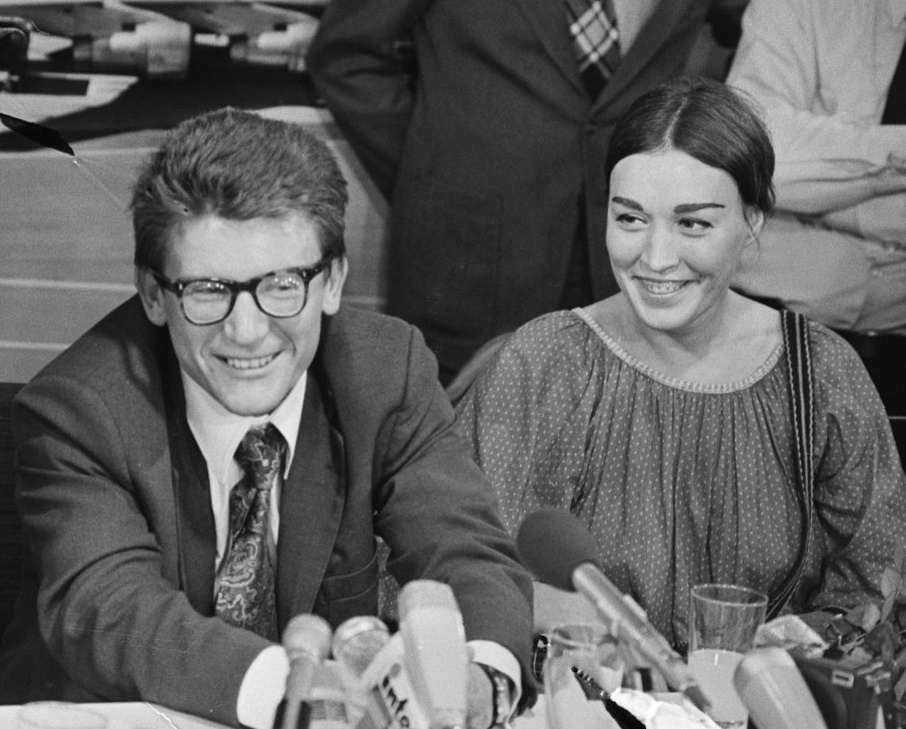
Andréi Amalrik, 1976

En febrero de 1966, durante el proceso judicial realizado contra Andréi Siniavsky y Yuli Daniel, el joven Amalrik (de tan solo 27 años por entonces) y otros disidentes protestaron públicamente contra el juicio. Amalrik se solía encontrar con corresponsales de prensa para dar publicidad a sus protestas, tomar parte en vigilias afuera de los tribunales y hasta le brindó una entrevista a un reportero estadounidense de televisión.
Luego de la invasión soviética de Checoslovaquia en 1968 (hecho histórico conocido como Primavera de Praga), el régimen soviético -aunque ya había dejado atrás los peores métodos del estalinismo- incrementó su presión sobre los intelectuales (intelligentsia). En particular, el apartamento de Amalrik resultaría requisado dos veces con pocos meses de diferencia entre sí, en mayo de 1969 y en febrero de 1970.

## ¿Sobrevivirá la Unión Soviética hasta 1984?
Andréi Amalrik es especialmente recordado en Occidente por su notable, provocador y en cierto modo premonitorio ensayo ¿Sobrevivirá la Unión Soviética hasta 1984?, el cual fue publicado originalmente en 1970. El libro predice la eventual disolución o desintegración de la URSS, bajo el peso de los graves desórdenes internos derivados del peso de los antagonismos sociales y étnicos (en este último caso, anticipaba un enfrentamiento en las crecientes minorías nacionales contra las demográficamente estancadas mayorías de origen eslavo). Asimismo presagia una hipotética guerra desastrosa contra la China comunista de Mao Zedong (Mao Tse-tung), país del que la URSS se había distanciado ideológicamente a comienzos de la década de 1960 y con el que llegó a tener enfrentamientos armados fronterizos en 1969 (justamente el año en el que Amalrik estaba escribiendo su ensayo).
Inicialmente él quería poner a 1980 como el año del eventual colapso del régimen soviético, ya que aquel corresponde a un número redondo. Sin embargo, un amigo lo convenció para que lo cambiase al orwelliano 1984, en referencia directa a la novela del mismo nombre (anagrama de 1948, año de su publicación original, y que hacía referencia a un Estado policial que hacía las veces de Gran Hermano). Por lo tanto, Amalrik predecía el eventual colapso del régimen soviético para el primer lustro de la década de 1980, esto es, para el período comprendido entre 1980 y 1985 aproximadamente.
A medida que el año 1984 estaba cada vez más cerca, Amalrik revisó su estimación, pero aún predecía que la Unión Soviética finalmente colapsaría

### Reacción estadounidense
Las predicciones de Amalrik acerca de un inminente colapso soviético fueron rechazadas por la inmensa mayoría, si no todos, los principales especialistas occidentales en la Unión Soviética. y tuvo un impacto menor y hasta marginal en la sovietología “de corriente principal” (mainstream).. Más bien el ensayo de Amalrik fue bienvenido como una brillante y excepcional obra de literatura acerca de los puntos débiles o flojos del régimen soviético y de su sistema socioeconómico, pero virtualmente nadie tendía a darle valor como una digna pieza de predicción política.

### Visiones contemporáneas sobre las profecías de Amalrik
A principios de la década de 1980, los vaticinios realizados por Amalrik parecían más bien exagerados. Por ejemplo, en 1983 (cuando ya se estaba por llegar al año de su predicción) Stephen F. Cohen, quien por entonces era profesor en la tradicional Universidad de Princeton (Nueva Jersey, Estados Unidos) describió al sistema político-económico soviético como “remarcadamente estable”. Incluso en el tardío 1991, el reconocido sovietólogo estadounidense, el profesor Jerry Hough escribió que “la creencia que la Unión Soviética puede desintegrarse como país contradice todo lo que sabemos sobre las revoluciones e integraciones nacionales alrededor del mundo”.
Eso estaba reforzado por algunos exagerados estudios de la CIA que sugerían que el producto nacional bruto (PNB) era de nada menos que entre el 55 y el 60% del estadounidense, y que aún continuaba creciendo, incluso durante el período de estancamiento de Leonid Brézhnev. Por su parte, el premio Nobel de economía norteamericano Paul Anthony Samuelson estimaba que éste era de un 57% del de los Estados Unidos en 1987. En general, los analistas occidentales, en la década de 1980 y de principios de la de 1990, seguían usando (para realizar sus estimaciones y proyecciones), las viejas cifras infladas sobre el supuesto tamaño y rendimiento de la economía soviética. Por otro lado, los gastos soviéticos en el rubro “defensa” (es decir, en armamento ofensivo y defensivo) representaba hasta un 15% de su PNB (frente a poco más de un 5% en el caso de su contraparte estadounidense).
Sin embargo, luego del colapso de la Unión Soviética, en 1993 la revista británica The Economist citó cifras que estimaciones de PNBs que eran significativamente menores a las brindadas por el Atlas del Banco Mundial (World Bank Atlas) durante el año anterior. De acuerdo con las entonces nuevas cifras revisadas, los PNBs de las dos principales antiguas repúblicas soviéticas, Rusia y Ucrania, solo eran aproximadamente tan grandes como los de Sudáfrica y Kenia respectivamente. Obviamente, resultaba absolutamente inverosímil que de un año para el otro la economía de la ex URSS hubiese pasado de representar un 50% del tamaño de la estadounidense a solo un 5% de ésta. Esto muestra hasta qué grado el gobierno de los EE. UU. y los servicios de inteligencia de los principales países occidentales habían llegado a sobreestimar la capacidad productiva de la economía soviética. Esa gran discrepancia estadística surgía porque, hasta principios de la década de 1990, los analistas occidentales seguían utilizando el tradicional método de los tipos de cambio para realizar sus conversiones de rublos a dólares estadounidenses (ya que el concepto de paridad del poder adquisitivo o PPA era aún muy novedoso por ese entonces). No obstante, el tipo de cambio soviético oficial estaba notablemente inflado frente al dólar, a pesar de haber sido el rublo históricamente una divisa débil.

### Reacción soviética en 1984
En 1996, el famoso ex dirigente disidente soviético (de origen judío) Natán Sharanski describiría que “en 1984, oficiales del KGB se me acercaron en prisión” cuando el ensayo de Amalrik fue mencionado y “se rieron de su predicción, diciéndole ‘Amalrik hace mucho que ha muerto pero nosotros aún estamos muy presentes’.”

### Visiones posteriores a la URSS
De aquellos pocos que presagiaron la caída de la URSS, incluyendo a Andréi Amalrik, el autor Walter Laqueur afirmó en 1995 que se trató de profetas en gran medida accidentales, poseedores de tanto un análisis brillante de la debilidades intrínsecas del régimen soviético, pero que habían tenido suerte en un grado aún mayor.

## Segunda condena a prisión
Durante varios meses posteriores a la publicación en el extranjero de “¿Sobrevivirá la Unión Soviética hasta 1984” y “Viaje involuntario a Siberia” (ambos en 1970), lo que constituía un delito penal según la dura legislación soviética de entonces, Amalrik no obstante podía seguir moviéndose libremente por las calles moscovitas y hasta solía relacionarse con algunos de los pocos extranjeros (sobre todo occidentales) que visitaban la capital de la URSS.
Por haber “difamado al Estado soviético” Amalrik sería inevitablemente arrestado en noviembre de 1970. y sería condenado a cumplir tres años en un campo de trabajos forzados en Kolymá. Después de cumplirlos sería nuevamente su sentenciado por otro período de igual duración, pero en parte debido a su pobre estado de salud (casi murió a causa de la meningitis) y en parte debido a protestas provenientes de Occidente, la sentencia fue finalmente conmutada luego de un nuevo año de exilio forzado en la misma región. Luego de cumplir su sentencia, pudo regresar a Moscú en 1975. Aunque ni él ni su familia eran de origen judío, las autoridades trataron de persuadirlo a él y a su esposa a que solicitasen visas para emigrar a Israel, el más común canal de emigración de la Unión Soviética durante la década de 1970. Pero como de hecho ellos no eran refuseniks, se negaron a aceptar esa proposición.
Por otro lado, el 13 de septiembre de 1975, Amalrik fue nuevamente arrestado. Esta vez, el capitán de policía involucrado en su detención le comentó a su esposa que esta vez había sido detenido por no tener permiso legal para residir en Moscú, por lo que podía ser multado o enfrentar hasta un año de prisión por violar las disposiciones soviéticas acerca de los “pasaportes internos” (las propiskas).

## Exilio final
El KGB soviético le dio un ultimátum a Andréi Amalrik: o emigraba o enfrentaría una nueva condena. Ante el para nada halagador panorama que se le presentaba,, decidió elegir la primera opción, y en 1976 logró conseguir visas para él y su familia con destino a los Países Bajos. No obstante Amalrik, realizaría una suerte de “tour de despedida” antes de emigrar. En sus primeros tiempos como exiliado, trabajó en la neerlandesa Universidad de Utrecht, para luego mudarse a los Estados Unidos para seguir estudiando y brindar conferencias sobre la URSS y su experiencia como antiguo disidente soviético. Posteriormente, él y su esposa Gyuzel compraron una casa de campo en Francia, cerca de la frontera con Suiza, donde trabajaría en la redacción de su próximo libro, el cual tendría el sugerente título de “Cuadernos de un revolucionario” (tal vez una analogía con los “Cuadernos de la cárcel” redactados por el destacado dirigente comunista italiano Antonio Gramsci, durante su encarcelamiento por parte del régimen fascismo de Benito Mussolini).
Desde su exilio, Amalrik, criticó duramente la política de occidente de distensión (en francés, détente) hacia la Unión Soviética. Urgía que el pequeño pero relativamente creciente intercambio comercial con la URSS, que incluía la adquisición de tecnología extranjera por parte de esta última, estuviese ligado a la presión internacional en pos de una eventual liberalización dentro de ella.

## Muerte súbita
El 12 de noviembre de 1980, Andréi Amalrik, su esposa y otros dos exiliados soviéticos, Vladímir Borísov y Víctor Feinberg, se dirigían hacia Madrid para concurrir a una conferencia entre Oriente-Occidente que revisaría y analizaría los acuerdos de Helsinki de 1975
La policía española declaró que Amalrik, quien provenía del sur de Francia, viró bruscamente de su carril en una carretera que estaba mojada, en cercanías de la ciudad española de Guadalajara (en la comunidad autónoma de Castilla-La Mancha), por lo que desgraciadamente su automóvil impactó de frente contra un camión. Según el informe policial, Andréi murió instantáneamente cuando un trozo de metal, probablemente proveniente de la columna de dirección, se incrustó en su garganta. Sin embargo, su desde entonces viuda Gyuzel y los otros dos pasajeros solo recibieron heridas menores.

## Línea de tiempo
| Vida de Andréi Amalrik                     | | | |
| Primeros años                              | | | |
| 1938 Nace en Moscú                         | 1959 Pese a haber sido expulsado de la escuela secundaria, es admitido en el Departamento de Historia de la Universidad Estatal de Moscú | 1963 Expulsado de la Universidad Estatal de Moscú a causa de una tesis muy provocativa sobre la historia rusa (no la soviética) | 1963 Expulsado de la Universidad Estatal de Moscú a causa de una tesis muy provocativa sobre la historia rusa (no la soviética)     |
| Disidencia                                 | | | |
| 1965 Primera sentencia de prisión          | 1966 Condena revocada, regresa a Moscú.                                                                                                  | 1966 Febrero Protesta durante juicio.                                                                                           | 1970 Permitió la publicación de dos libros suyos en el exterior, lo que configuraba un delito según la legislación penal soviética. |
| 1970 Noviembre Segunda condena a la cárcel | 1975 Luego de cumplir los tres años de ella, retorna a la capital de la entonces URSS.                                                   | 1975 13 de septiembre Arrestado nuevamente por vivir de manera ilegal en Moscú                                                  | 1975 13 de septiembre Arrestado nuevamente por vivir de manera ilegal en Moscú                                                      |
| Exilio                                     | | | |
| 1976 Exilio forzado en los Países Bajos    | 1976 Exilio forzado en los Países Bajos                                                                                                  | 1980 Muerte en un accidente de tránsito en cercanía de la localidad española de Guadalajara.                                    | 1980 Muerte en un accidente de tránsito en cercanía de la localidad española de Guadalajara.                                        |